# Comuna Tomîna Balka, Bilozerka
Tomîna Balka (în ucraineană Томина Балка) este o comună în raionul Bilozerka, regiunea Herson, Ucraina, formată din satele Novodmîtrivka și Tomîna Balka (reședința).

## Demografie
Componența lingvistică a comunei Tomîna Balka
     Ucraineană (89,81%)
     Rusă (9,8%)
     Alte limbi (0,13%)
Conform recensământului din 2001, majoritatea populației comunei Tomîna Balka era vorbitoare de ucraineană (89,81%), existând în minoritate și vorbitori de rusă (9,8%).